# 伊藤利英子
伊藤 利英子（いとう りえこ）は、福島県出身の日本のチェリストであり、女性音楽グループ「1966カルテット」のメンバー（チェロ担当）である。

## 来歴
イギリス、ロンドンにて生まれ、福島県福島市で育つ。
8歳よりチェロを始める。東京音楽大学チェロ科を卒業。その後同大学アーティストディプロマコースに進む。
2018年、大学在学中にバイエルン州立青少年オーケストラに参加。また、ルイス・クラレットマスタークラスを受講。
2020年より女性音楽グループ『1966カルテット』のメンバーに参加。
2021年、MMCJ2021にレナトゥス弦楽四重奏団として参加。また、関西フィルハーモニー管弦楽団にて音楽監督であるAugustin Dumayの室内楽レッスンを受講。

## 受賞歴
- 第22回全日本クラシック音楽コンクール全国大会入選[1]

## 師事歴[5]
- 塚野淳一
- 長南牧人
- 山本裕康
- 苅田雅治
- 山口裕之（室内楽）
- 山本裕康（室内楽）
- 百武由紀（室内楽）

## ディスコグラフィ
- DIAMONDS (1966カルテット) (2021年9月)